# Deferoxamină
Deferoxamina este un medicament chelator de fier și aluminiu, fiind utilizat în tratamentul  supraîncărcării cronice cu fier și aluminiu. Căile de administrare disponibile sunt intravenoasă, subcutanată și intramusculară.
Reacțiile adverse frecvente includ durere la locul injecției, diaree, vărsături, febră, pierderea auzului și probleme oculare. Pot apărea reacții alergice severe, inclusiv anafilaxie și tensiune arterială scăzută.
Molecula a fost aprobată pentru uz medical în Statele Unite ale Americii în anul 1968. Se află pe lista medicamentelor esențiale ale Organizației Mondiale a Sănătății.

## Utilizări medicale
Deferoxamina este utilizată în tratamentul:
- intoxicației acute cu fier;
- supraîncărcării cronice cu fier (hemosideroză transfuzională, hemocromatoză);
- supraîncărcării cronice cu aluminiu la pacienții cu insuficiență renală în stadiu terminal (dializă de întreținere).